# 犹太人控制政府阴谋论
犹太人占领政府阴谋论（Zionist Occupation Government conspiracy theory）是一种反犹阴谋论，宣称犹太人秘密控制了西方国家政府，是同时流行有几个世纪历史的世界犹太人阴谋论的变种。相信该阴谋论的人认为有一个秘密的锡安主义组织正在积极地控制着国际银行，并通过这些银行进而控制政府，从而密谋损害白人、基督教和伊斯兰教的利益。这一描述得到了欧洲、美国白人至上主义者、白人民族主义者、极右翼、本土主义者和反犹主义者的使用，也得到了俄罗斯极端民族主义者以及极右翼团体如三K党的使用。该词的英文包含“Zionist”一词，但该词与犹太复国主义含义并不一样，因为此阴谋论支持者通常论及的并不是现代的以色列，而是类似《锡安长老会纪要》中描述的犹太人试图控制全世界。